# Haematopota montana
Haematopota montana är en tvåvingeart som beskrevs av Ricardo 1917. Haematopota montana ingår i släktet Haematopota och familjen bromsar. Inga underarter finns listade i Catalogue of Life.